# Menetes
Menetes, na mitologia grega e romana, era o pastor que cuidava dos rebanhos de Hades (Plutão), na Erítia (a ilha vermelha), situada no Ocidente (onde o sol se põe), próximo ao local onde também mantinha seu gado Gerião.